# 214
Évszázadok: 2. század – 3. század – 4. század
Évtizedek: 160-as évek – 170-es évek – 180-as évek – 190-es évek – 200-as évek – 210-es évek – 220-as évek – 230-as évek – 240-es évek – 250-es évek – 260-as évek
Évek: 209 – 210 – 211 – 212 –  213 – 214 – 215 – 216 – 217 – 218 – 219

## Események

### Római Birodalom
- Lucius Valerius Messallát és Caius Octavius Appius Suetrius Sabinust választják consulnak.
- A germán határon tartózkodó Caracalla császár tavasszal keleti körútra indul. Végiglátogatja a dunai provinciákat, valamint Bithyniát és Asiát. A telet Nicomediában tölti.
- Caracalla annektálja a mostanra gyakorlatilag Edessza városára korlátozódó Oszroéné királyságát. Edessza colonia rangot kap.

### Kína
- A déli hadúr, Liu Pej elfoglalja Ji tartományt, annak egyik prominens arisztokratáját, Vu Jit kinevezi kormányzónak és feleségül veszi a húgát.
- A keleti hadúr, Szun Csüan meglepetésszerűen megtámadja és elfoglalja a Cao Cao uralma alá tartozó Huan városát a Jangce északi partján.

### Korea
- Cshogo pekcsei király megtámadja a molgol törzseket és elfoglalja egy erődjüket, de még ebben az évben meghal. Utódja Kuszu.

## Születések
- május 10. - II. Claudius Gothicus, római császár
- szeptember 9. – Aurelianus római császár († 275)
- Diophantosz, görög matematikus (hozzávetőleges időpont)

## Halálozások
- Cshogo, pekcsei király
- Pang Tung, kínai politikus

## Fordítás
- Ez a szócikk részben vagy egészben  a(z)   214 című francia Wikipédia-szócikk ezen változatának fordításán alapul.  Az eredeti cikk szerkesztőit annak laptörténete sorolja fel. Ez a jelzés csupán a megfogalmazás eredetét és a szerzői jogokat jelzi, nem szolgál a cikkben szereplő információk forrásmegjelöléseként.